# Assassinatos com Tylenol em Chicago
Os assassinatos com Tylenol em Chicago (Chicago Tylenol murders, em inglês) foram como ficaram conhecidos homicídios que ocorreram em Chicago nos Estados Unidos no ano de 1982 nos quais foram vitimadas sete pessoas que ingeriram cápsulas do remédio Tylenol extra-forte envenenadas com cianeto de potássio, um crime ainda sem solução.
Além das sete vítimas identificadas, muitas outras se seguiram por imitadores. O principal suspeito do crime, James Lewis, enviara uma carta à farmacêutica Johnson & Johnson exigindo o pagamento de um milhão de dólares a fim de "parar o massacre". Embora se livrasse da acusação de ter inserido o veneno nos remédios, Lewis foi condenado por extorsão, saindo da prisão em 1995. Ele morreu no dia 10 de julho de 2023 sem jamais admitir sua culpa no caso.
O crime provocou pânico nos Estados Unidos, com o recolhimento do Tylenol das prateleiras e, em razão disso, a indústria farmacêutica passou a lacrar as embalagens dos remédios vendidas sem receita médica e a recomendar o não-uso de remédios com a embalagem adulterada. Além disso, a forma como a situação foi lidada serviu como exemplo para a gestão de crise por parte da administração de empresas. Foi alvo da maior cobertura midiática dos EUA desde o assassinato de Kennedy e provocou a retirada de 31 milhões de frascos de Tylenol do mercado.

## Tylenol e cianeto

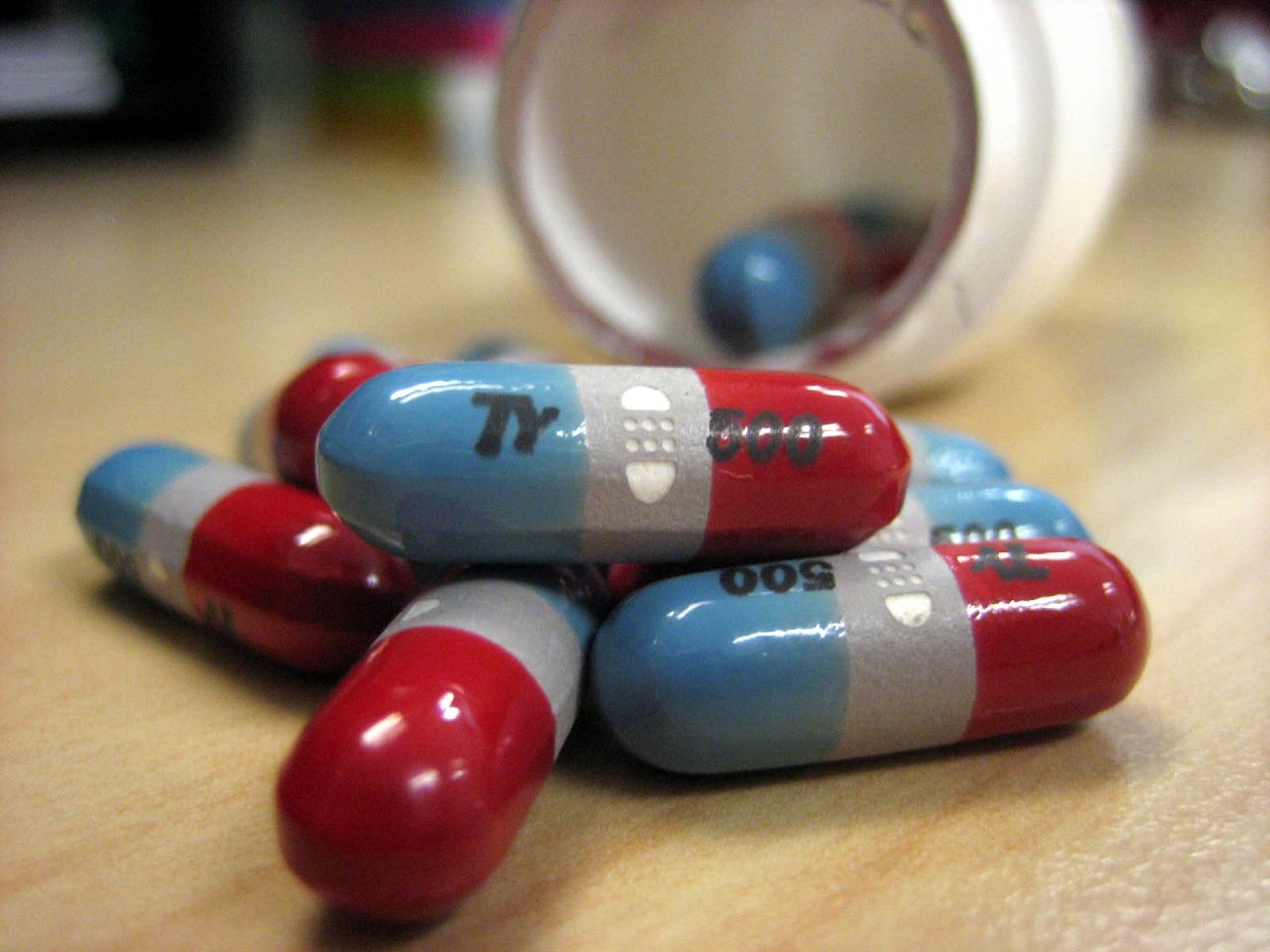
Cápsulas de Tylenol como estas foram envenenadas, em 1982.

O Tylenol era o remédio mais consumido nos Estados Unidos e responsável por 19% do faturamento da Johnson & Johnson nos três primeiros meses de 1982, e detinha 37% do mercado de antipiréticos do país, uma fatia tão expressiva que se a marca fosse por si só uma empresa, estaria ranqueada entre quinhentas mais da revista Fortune.
O cianeto (de potássio) é uma substância tóxica que, quando ingerido, bloqueia a capacidade das células em absorverem o oxigênio, provocando a anóxia e rapidamente causando danos ao cérebro e morte por parada cardíaca.

## Vítimas e sequência dos fatos
A primeira vítima registrada, e a mais nova, foi Mary Kellerman com 12 anos de idade, moradora de Elk Grove Village. Nascida em 1970, era filha de Dennis e Jeanna Kellerman. No dia 28 de setembro de 1982 sua mãe comprara, numa joalheria, uma caixa de 50 comprimidos do Tylenol extra-forte que, às 6:15 h do dia seguinte, tem uma das cápsulas ingeridas por Mary. Ela contou aos pais que estava com coriza e dor de garganta, de modo que eles então lhe ministraram o remédio,e logo a seguir a criança desmaia. Levada ao Alexian Brothers Medical Center, por volta das 10 h é declarada morta.
Família Janus: Adam Janus, funcionário de 27 anos dos Correios, nascido em 1955 na Polônia, comprou um frasco de 50 comprimidos do remédio no dia 29 de setembro em uma loja, por volta das 11 h e ingere o remédio em sua casa, em Arlington Heights. Após passar mal, cerca das 14:30 h dá entrada no Northwest Community Hospital onde 45 minutos depois é declarado morto. Após isso seu irmão Stanley (25 anos) e a esposa Theresa (19 anos) vão à sua casa para confortar os familiares e, ali, tomam um comprimido cada um do mesmo frasco envenenado, às 17:40 h e logo sentem-se mal, reclamando de dores no peito. Deram entrada no mesmo hospital onde Adam morrera às 18:30 e às 20:15 Stanley morre, enquanto Theresa morre no dia 1º de outubro, às 13:15h.
Mary 'Lynn' Reiner, uma dona de casa de 27 anos que havia há poucos dias dado à luz ao quarto filho, comprara às 15h do dia 29 numa loja do Frank’s Finer Foods um frasco de 50 cápsulas do antipirético que, meia hora depois, ingeriu em sua casa um dos comprimidos, vindo a entrar em coma. Levada ao Central DuPage Hospital em Winfield, no dia seguinte é desligada dos aparelhos e declarada morta pouco depois das 9h.
A vítima seguinte, Mary McFarland de 32 anos, ingeriu o Tylenol quando estava no trabalho na Illinois Bell Telephone. Divorciada e mãe de dois filhos, Mary desmaiou por volta das 18:35 e é levada para o Good Samaritan Hospital onde morre no dia seguinte às 3:18 h.
A seguir foi registrada a morte de Paula Prince, comissária de bordo de 35 anos, que comprara no dia 29 um frasco de 24 unidades do Tylenol Extra-Forte numa loja da Walgreens, às 21:16 h. Menos de quinze minutos depois ela ingere uma cápsula no seu apartamento e seu corpo foi descoberto no dia 1º de outubro, sendo declarada morta às 18:45 h.

### Enfermeira Jensen e investigador Pishos: descoberta da causa
Helen Jensen era enfermeira pública do subúrbio de Arlington Heights quando, durante o jantar por volta das 17 h, recebeu o telefonema de Chuck Kramer, membro do corpo de bombeiros, informando sobre as mortes na família Janus e pedia a presença dela no hospital. Ali ela viu Theresa, esposa de Adam Janus (mesmo nome da esposa de Stanley) e a interrogou sobre o que havia se passado naquele dia. A seguir, por sugestão do investigador Nick Pishos, foram até a casa dos Janus averiguar o que estava fora da normalidade.
Chegaram na residência de Adam Janus por volta das 20 h. Enquanto Pishos revistava a casa em busca de contaminantes, Jensen examinou os remédios e, ao olhar a caixa de Tylenol, observou que faltavam seis comprimidos. Ela imediatamente associou o fato às três vítimas do envenenamento e, quando retornaram ao hospital, ela levou o frasco consigo. Lá ela colocou a embalagem num balcão e declarou: "Esta é a causa!". No momento, não acreditaram nela. Pishos então contatou os investigadores que haviam recolhido as evidências do primeiro caso da menina Kellerman e pediu que fosse levado até ali a caixa de Tylenol que aqueles, por algum motivo, haviam inventariado como evidência.
Quando recebeu as amostras, Pishos constatou que a numeração dos lotes era a mesma: MC2880. Enquanto isso os médicos já enviavam o sangue das vítimas para exame, suspeitando do cianureto como causa do envenenamento. Pishos contatou por telefone o vice-legista e este pediu-lhe para abrir os frascos e cheirá-los: ao fazê-lo o detetive sentiu o cheiro de amêndoas, o que foi - segundo o legista - uma sorte, pois somente metade da população consegue perceber o aroma do cianeto. Isto ocorreu às 22 h do dia 29. No dia seguinte o resultado laboratorial deu o resultado: as três vítimas haviam recebido doses de cem a mil vezes acima da letal de cianeto.
Já na manhã do dia 30 de setembro um advogado da Johnson & Johnson esteve no escritório do legista e se convencera de que não havia como ocultar a ligação entre o cianeto com o Tylenol. Houve uma conferência de imprensa onde se informou a presença do veneno, por volta das 10 h. Em sua casa a enfermeira Jensen foi informada pelo esposo de que confirmaram ser mesmo o Tylenol o instrumento usado para envenenar as vítimas e esta, prontamente, ligou ao departamento de polícia e disse que precisavam tirar o remédio das prateleiras; responderam-lhe que isso não poderia ser feito, mas o sub-chefe de polícia que ali estava deu a ordem para a retirada imediata do produto nos pontos de venda. Às 15 h daquele mesmo dia a farmacêutica anunciou o recall do lote suspeito.

## Investigações
Após as setes mortes no início de outubro os investigadores ligaram finalmente os casos de envenenamento ao Tylenol, remédio de grande popularidade pois suas cápsulas de gelatina eram fáceis de engolir. Após essa ligação a McNeil Consumer Products, subsidiária da fabricante, adotou medidas como o recolhimento de todas as embalagens do remédio ainda à venda no país, e a indústria e sua subsidiária também efetuaram a troca gratuita de remédios, enquanto a população era alertada a não ingerir nenhum Tylenol. Cápsulas contendo o veneno foram encontradas oriundas de mercados e farmácias na área de Chicago, e que não haviam sido vendidas. Deduziu-se, então, que o envenenamento se dera naquela cidade, já na etapa de vendagem e não na produção, e a polícia supôs que o assassino havia adquirido as cápsulas para nelas inserir o cianureto, depois repondo-as nos pontos de venda.
Mesmo com a Johnson & Johnson e sua subsidiária McNeil oferecendo recompensa por informações, as investigações não conseguiram encontrar o culpado.
No ano de 2009 o FBI reabriu o caso. Em 2011 o órgão investigativo anunciou que estava solicitando à justiça autorização para a retirada do DNA de Ted Kaczynski, conhecido como Unabomber, por suspeita de estar envolvido no caso e o mesmo havia se recusado a fornecê-lo espontaneamente. A porta-voz do órgão, Cyntia Yates, informou então: “Como parte de nosso reexame das evidências desenvolvidas em conexão com os envenenamentos por Tylenol em 1982, nós tentamos conseguir amostras de DNA de vários indivíduos, incluindo Ted Kaczynski”.

## Reação da empresa e medidas de segurança.

Atendente recolhe o Tylenol numa farmácia de Nova Iorque, em 30/9/1982: uma das medidas que se tornaram modelo de gestão de crise.
by Yvonne Hemsey-Getty Images

Quando um repórter contatou a Johnson & Johnson, segundo relatou Robert Andrews, relações públicas da empresa, eles não sabiam do que estava ocorrendo: "Recebemos um telefonema de um jornalista de Chicago. Ele disse-nos que o médico responsável pelas autópsias tinha acabado de dar uma entrevista aos média, afirmando que as pessoas estavam a morrer de Tylenol envenenado. O jornalista queria um comentário da empresa. Como foi a primeira vez que ouvimos falar sobre o assunto, respondemos que não sabíamos de nada. Nesse primeiro telefonema, aprendemos mais com o jornalista do que ele conosco".
Foi então instituído um gabinete de crise e emitida uma nota oficial no qual a empresa se comprometia em primeiro lugar com a saúde das pessoas, mesmo que isto significasse-lhes um prejuízo de milhões de dólares - uma resposta que atendeu à celeridade da mídia da época, sobretudo composta por rádio, TV e jornais impressos. A empresa então iniciou uma campanha para que as pessoas não usassem o produto, no entendimento de que fora vítima de um crime, oferecendo gratuitamente um produto substituto à população. Apesar disto, a empresa foi criticada por demorar na reação, que somente ocorreu quando já sete pessoas tinham perdido a vida e, mais, por terem sabido dos fatos por um jornalista.
Após um mês dos fatos a Johnson & Johnson lançou uma nova embalagem inviolável e, mais um mês depois, o Tylenol voltou ao mercado. Muitos disseram, na época, que a marca jamais recuperaria sua posição no mercado, tendo após algumas semanas suas vendas caído para 8% do montante antes da crise. Entretanto, suas medidas de enfrentamento - que incluíram a criação de nova cápsula em gel impossível de ser restaurada se violada, novas embalagens mais seguras que viriam a se tornar padrão na indústria farmacêutica, redução do preço e outras, fizeram com que a marca retomasse seu protagonismo nos antipiréticos mais vendidos.
Em 1983 o Congresso aprovou o the Tylenol bill, legislação que torna federais os crimes de adulteração de produtos e, em 1989, o FDA criou um conjunto de normas que deixa os fármacos imunes à falsificação e adulteração.